# Jarkko Kinnunen
Pour les articles homonymes, voir Kinnunen.
Jarkko Juhani Kinnunen (né le 19 janvier 1984 à Jalasjärvi) est un athlète finlandais, spécialiste de la marche.

## Biographie
C'est le capitaine de l'équipe finlandaise lors des Championnats du monde 2013, après avoir participé aux 50 km des Jeux olympiques de 2008 et de 2012.
Son meilleur temps est de 3 h 46 min 25 s obtenu en 2012. Son club est le Jalasjärven Jalas.

### Palmarès
| Date | Compétition           | Lieu           | Résultat | Épreuve      | Performance     |
| ---- | --------------------- | -------------- | -------- | ------------ | --------------- |
| 2007 | Championnats du monde | Osaka          | 10e      | 50 km marche | 3 h 58 min 22 s |
| 2008 | Jeux olympiques       | Pékin          | 15e      | 50 km marche | 3 h 52 min 25 s |
| 2009 | Championnats du monde | Berlin         | 9e       | 50 km marche | 3 h 47 min 36 s |
| 2011 | Championnats du monde | Daegu          | 15e      | 50 km marche | 3 h 52 min 32 s |
| 2012 | Jeux olympiques       | Londres        | 15e      | 50 km marche | 3 h 46 min 25 s |
| 2013 | Championnats du monde | Moscou         | 20e      | 50 km marche | 3 h 50 min 56 s |
| 2016 | Jeux olympiques       | Rio de Janeiro | 23e      | 50 km marche | 3 h 55 min 43 s |

### Records
| Épreuve      | Performance     | Lieu      | Date          |
| ------------ | --------------- | --------- | ------------- |
| 20 km marche | 1 h 22 min 53 s | Poděbrady | 13 avril 2013 |
| 50 km marche | 3 h 46 min 25 s | Londres   | 11 août 2012  |